# Calosoma elegans
Espèce
Taxons de rang inférieur

C. elegans amethystinus Semenov & Redikorzev, 1928

C. elegans ballioni Solsky, 1874

C. elegans danilevskii Obydov, 1997

C. elegans elegans s.str.

C. elegans karagaicus Lapouge, 1924

C. elegans manderstjernae Ballion, 1870
Synonymes
- Callisthenes elegans Kirsch, 1859
- Callisthenes (Callisthenes) elegans Kirsch, 1859
- Callisthenes (Callisthenes) elegans ballioni (Solsky, 1874)
- Callisthenes (Callisthenes) elegans danilevskii Obydov, 1997
- Callisthenes (Callisthenes) elegans keminensis Obydov, 2002
- Callisthenes (Callisthenes) elegans kolshengelicus Obydov, 1997
- Callisthenes (Callisthenes) elegans manderstjernae Ballion, 1870
- Callisthenes (Callisthenes) elegans purpureus Obydov, 2002
- Callisthenes elegans saryarkensis Kabak, 1992
- Callisthenes elegans semenovi
- Callisthenes (Callisthenes) elegans species group
- Callisthenes (Callisthenes) elegans valentinae Obydov, 1997

Calosoma elegans est une espèce d'insectes coléoptères de la famille des carabidés. Elle est trouvée en Chine au Kazakhstan, au Kirghizistan et en Ouzbékistan.

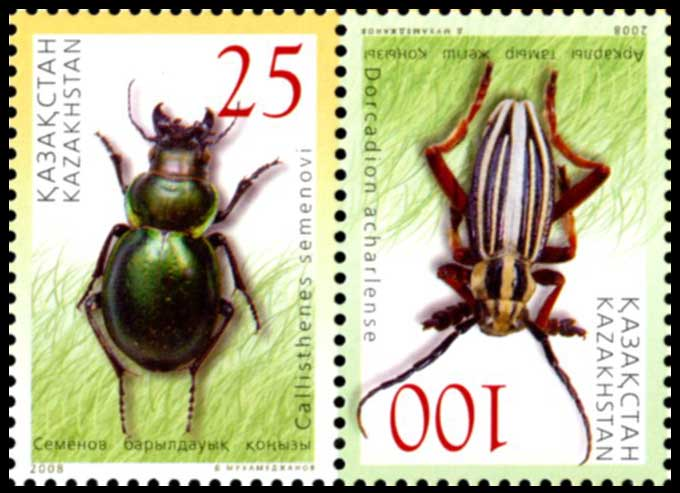
Sur un timbre du Kazakhstan (sous le nom Callisthenes semenovi)